# Grb Urugvaja
Grb Urugvaja je grb Istočne Republike Urugvaj usvojen 19. ožujka 1829.
Sastoji se od ovalnog štita podijeljenog na četiri dijela. U gornjem lijevom dijelu nalazi se vaga pravde, u gornjem desnom brdo Montevideo s tvrđavom na vrhu, u donjem lijevom konj simbol slobode i u donjem desnom vol. Štit je okružen dvjema maslinovim granama, a iznad štita je svibanjsko sunce, simbol uzdizanja urugvajske nacije.

## Poveznice
- Zastava Urugvaja